# Lucie Ingemann

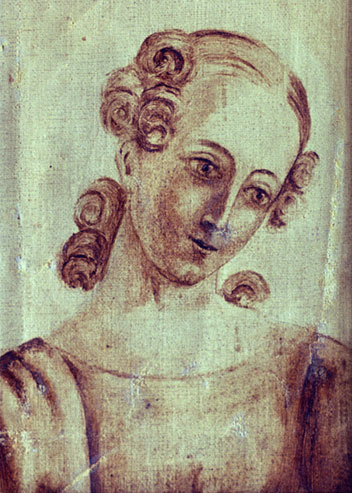
Lucie Ingemann, Zelfportret

Lucia Maria Ingemann (Kopenhagen, 19 februari 1792 – Sorø, 15 januari 1868) was een Deense schilderes, die vooral bekend is voor haar grote altaarstukken van Bijbelse figuren, waarvan vele te zien zijn in kerken in Denemarken.

## Jeugdjaren
Lucie Marie Mandix werd geboren op 19 februari 1792 in Kopenhagen, dochter van Abraham Mandix (1756-1816) en Kroonraadslid Jacob (1758-1831). Ze heeft schilderles gekregen van de Deense bloemenschilder Cladius Detlev Fritzsch. Er zijn ook archiefstukken teruggevonden van haar werken in de studio van schilder Christoffer Wilhelm Eckersberg.
Op haar 20ste heeft ze zich verloofd met de schrijver Bernhard Severin Ingemann, met wie zij in juli 1822 is getrouwd. Ze woonden in Sorø, waar ze vaak in het gezelschap was van andere Deense culturele figuren zoals Hans Christian Andersen en Bertel Thorvaldsen. Haar man, schrijver en lector, steunde haar interesse in de schilderkunst.

## Carrière
Hoewel Ingemann een paar portretten en genre werken heeft geschilderd, concentreerde ze zich voornamelijk op bloemschilderijen en, vanaf het midden van de jaren 1820, op religieuze figuren. Bij de Charlottenborg Spring Exhibition in 1824 en 1826, toonde zij haar bloemstillevens. Ze deelde met haar man een diep gevoel voor kunst en religie, met als resultaat dat ook in haar bloemenschilderijen vaak religieuze en mystieke thema's (geïnspireerd door de Duitse romantiek) te zien zijn.
Haar Bijbelse schilderijen en altaarstukken zijn doordringend, mogelijk door de begeleiding van Johan Ludwig Lund. Veel van haar religieuze schilderijen zijn opgenomen in altaarstukken die toen onderdeel werden van altaarstukken in Deense kerken.
Ingemann is een van de weinige bekende negentiende-eeuwse vrouwen, die haar leven aan het schilderen heeft gewijd. Ze speelde ook een belangrijke rol bij de Ingemanns thuis, hoewel deze verwijzingen voornamelijk afkomstig zijn uit de rekeningen van het leven van haar man, Bernhard Severin Ingemann.

## Overlijden
Lucie Ingemann overleed in Sorø op 15 januari 1868.
- Bibliothèque nationale de France: cb12565507j (data)
- Gemeinsame Normdatei: 117139009
- International Standard Name Identifier: 0000 0000 6649 901X
- Library of Congress Control Number: nr94026370
- Nationale Bibliotheek van Tsjechië: jo20181017178
- Nederlandse Thesaurus van Auteursnamen: 155501739
- RKD-Nederlands Instituut voor Kunstgeschiedenis: 463757
- LIBRIS: 312259
- Système universitaire de documentation: 034958657
- Union List of Artist Names: 500034813
- Virtual International Authority File: 71508775
- WorldCat: E39PBJpjgPV3Wg6Rr9H9Kd7j4q